# 杨守隅
杨守隅（1447年—1525年），字維德，號西川、默庵，浙江承宣布政使司寧波府鄞县（今浙江宁波）人，明朝政治人物。

## 生平
成化二十年（1484年），登進士，授兵部車駕司郎中。后升浙江布政使司左參議，在任期間有政績，裁剪浪費，為劉瑾所惡，勒令致仕。劉瑾被誅后，正德五年（1510年），改陝西布政司左參政。正德六年（1511年），官至廣西布政司右布政使。

## 家族
出身為史稱“一门五进士”的鄞县楊氏望族。兄杨守陈、杨守址、杨守随。